# Ыгыатта
Ыгыатта́ (устар. Ыгыта) — река на западе Якутии, левый приток Вилюя. Протекает по Сунтарскому улусу, Нюрбинскому и Мирнинскому районам.
Длина реки — 601 км, площадь водосборного бассейна — 11 200 км². Является 5-м по длине и 8-м по площади бассейна притоком Вилюя.

## Гидрография

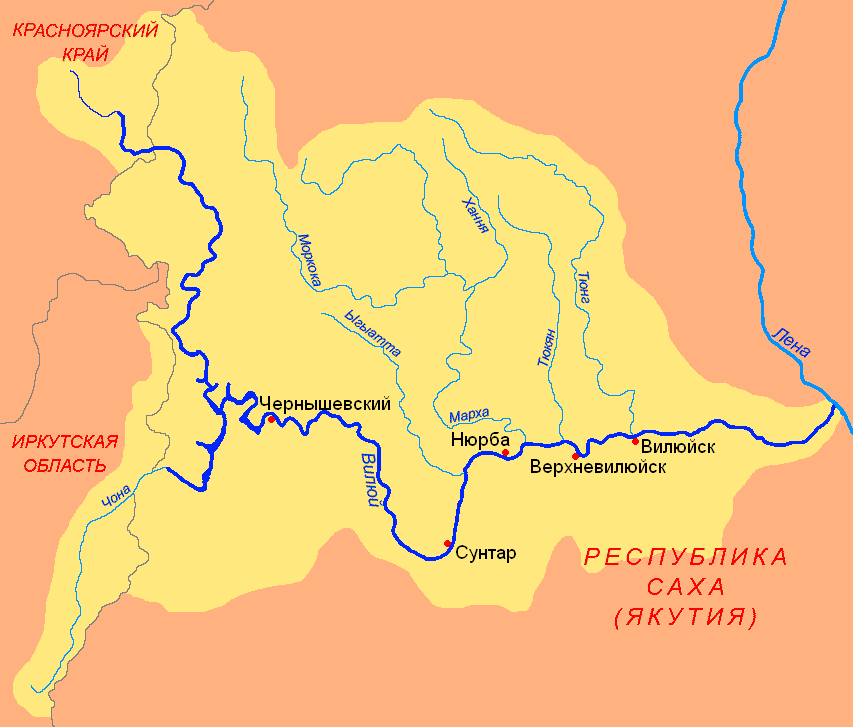
Бассейн Вилюя

Исток находится в пределах Вилюйского плато. В верховье долина реки выражена нечётко с шириной от 100 до 500 м. Русло бочажинное (чередование озеровидных расширений и относительно узких участков водотоков), пойма местами заболоченная, в окружении термокарстовых озёр. Имеется большое количество наледей. В среднем течении выходит на Центральноякутскую равнину. В низовьях русло сильно меандрирует, образует петлеобразные и омеговидные излучины, становится широкопойменным, ширина русла достигает 70 м.
Берега реки круты и каменисты, течение быстрое, вода прозрачна и холодна. Уровень реки зависит от выпадающих в её долине дождей, в устье глубина до 10 метров. Высота устья — 104 м над уровнем моря.

## Гидрология
Питание реки снеговое и дождевое. Среднегодовой расход воды — 30 м³/с. Ледостав в октябре. В холодные годы река промерзает до дна. Река освобождается ото льда в мае. Во время половодья уровни воды могут повыситься до 8 м.
Средняя мутность реки менее 25 г/м³. Минерализация не более 200 мг/л. По химическому составу вода относится к гидрокарбонатному классу и кальциевой группе. Объём стока составляет 0,584 км³/год.
| Средний расход воды (м³/с) реки Ыгыатта по месяцам и за год с 1969 по 1994 гг. (замеры производились на гидрологическом посту в 132 км от устья) |

## Хозяйственное значение
В бассейне Ыгыатты практически отсутствует постоянное население, единственный населённый пункт на реке — село Миляке (4 жителя по переписи 2010 года). Также вблизи устья на Вилюе находится более крупное село Ыгыатта.
В бассейне ведётся добыча золота. В прошлом Ыгыатта была известна находками на её берегах полудрагоценных камней: рубинов, сердоликов, халцедонов, яшм, аквамаринов, изумрудов.

## Притоки
Объекты перечислены по порядку от устья к истоку.
- 9,5 км: река без названия
- 29 км: река без названия
- 61 км: Мэйик-Юрэгэ
- 115 км: Кёнгюстээх
- 126 км: Ертюкээн
- 132 км: Таас-Юрэх
- 152 км: Тыс-Юрэх
- 162 км: Сиэн
- 193 км: Ючюгэй-Юрэх
- 223 км: Хайалаах
- 266 км: Таастах
- 269 км: Ючюгэй-Юрэх
- 285 км: Самалалах-Юрэх
- 290 км: Кёнгюстээх-Юрэх
- 297 км: Эйэннэй-Юрэх
- 303 км: Дьэгин-Юрэх
- 359 км: река без названия
- 369 км: река без названия
- 378 км: Кюёль-Юрэгэ
- 390 км: Еркютэй
- 424 км: Станнаах
- 425 км: Бултуур-Юрэх
- 446 км: Хоруу
- 482 км: Кютэр
- 485 км: Сиикэй-Сээнньэ
- 510 км: Кютэрдэх
- 523 км: Кенгюстээх
- 524 км: Ыгыатта-Кюёлэ
- 539 км: река без названия
- 546 км: река без названия
- 563 км: река без названия
- 565 км: река без названия
- 567 км: река без названия